# Deinbollia longiacuminata
Deinbollia longiacuminata är en kinesträdsväxtart som beskrevs av Lucien Leon Hauman. Deinbollia longiacuminata ingår i släktet Deinbollia och familjen kinesträdsväxter. Inga underarter finns listade i Catalogue of Life.